# Шаффер, Джеймс
Джеймс Кристиан «Munky» Шаффер (англ. James Christian "Munky" Shaffer, родился 6 июня 1970, Бейкерсфилд, Калифорния) — ритм-гитарист группы Korn, а также соло-гитарист проекта Fear and the Nervous System. С 2005 года также исполняет в Korn некоторые партии соло-гитары. Кроме того, ответственен за партии бэк-вокала на концертах.
Прозвище Джеймса, «Munky» (эрратив от англ. monkey — «обезьяна»), появилось из-за своеобразного расположения пальцев ног, имеющего отдалённое сходство со ступнёй обезьяны (впервые это было замечено на видео «Who Then Now?»). Иногда Джеймс называет себя Munk («Манк»), Munkydog («Манкидог»).
Манки является основателем лейбла Emotional Syphon Records, имеющим контракты с группами Monster In The Machine и Droid. Также с 2008 года Джеймс занимается сольным проектом Fear And The Nervous System. «Я не ухожу из Korn. Я начал этот проект, потому что хочу самовыразиться в музыке и показать миру другую сторону своего творчества» — так прокомментировал своё хобби Шаффер.
Джеймс обладает коллекцией комбинезонов с рукавами. С 1993 по 1999 годы он чаще всего появлялся именно в этом сценическом образе.
В качестве основного инструмента Джеймс использует семиструнные гитары фирмы Ibanez. Между Ibanez и Munky заключён договор эндорсмента. С 2001 по 2006 гг. Ibanez производили модель K7, разработанную в соавторстве с гитаристами Korn. В настоящий момент модель снята с производства, а именным инструментом Шаффера является Ibanez APEX-100, в основе которого значительно видоизменённая концепция исходной модели Стива Вая — Universe.

## Биография
Будучи усыновленным, Шаффер был проблемным ребёнком, часто воровавшим у родителей алкогольные напитки. После того, как Джеймс в результате несчастного случая повредил один из пальцев рук, он, в качестве реабилитации, начал играть на гитаре. Учась в школе, Шаффер сдружился с Брайаном Уэлчем, и они вдвоём часто вместе импровизировали. Уэлч не был членом группы L.A.P.D., в которой играл Шаффер вместе с Арвизу и Сильверией. Позднее, по настоянию Дэвида Сильверии (на тот момент барабанщика L.A.P.D.), Уэлч был приглашён в их новый проект Creep, и поначалу Шафферу это было не по нраву (источник: книга Save Me from Myself, автор Брайан Уэлч).
В середине 90-х у Шаффера развился менингит, и после тяжёлого обострения во время тура в 1997 году Джеймс был госпитализирован. Korn отменили оставшуюся часть тура, не желая заменять его на приглашённого музыканта.
15 января 2000 года Шаффер женился на Стефани Роуш. На следующий год у пары родилась дочь Кармелла Стар, которую Шаффер назвал наиболее ценным приобретением в своей жизни. В настоящее время Джеймс и Стефани разведены. С 2012 года женат на актрисе Эвис Дженети (Evis Xheneti). У пары трое детей: сыновья — Д’Эйнджело Драксон Шаффер (род. 7.11.2012), Роки Ребел Шаффер (род. 20.08.2015) и дочь — Харт Хера Шаффер (род. 07.08.2019).
22 февраля 2005 года второй гитарист группы — Брайан «Хед» Уэлч покинул Korn. Джеймс очень переживал, но отнёсся к выбору друга с пониманием. В то время Джеймс Шаффер являлся единственным официальным гитаристом Korn. (Клинт Лоури, Кристиан Олди Уолберс и Роб Паттерсон были лишь концертными / сессионными членами группы). В 2013 году Уэлч вернулся.